# دوغلاس كوبلاند
دوغلاس كوبلاند الحاصل على وسام كندا من رتبة ضابط وعلى عضوية وسام كولومبيا البريطانية (من مواليد عام 1961)، هو روائي وفنان كندي. تمم دوغلاس أعماله الأدبية الخيالية باستعمال العديد من الأعمال المعروفة في مجال التصميم والفنون المرئية بسبب خبرته الناتجة عن تدريبه الرسمي المبكر. تُعتبر روايته الأولى الجيل إكس: حكايات من أجل ثقافة متسارعة من أكثر الكتب مبيعًا في العالم لعام 1991، إذ ساهمت في شيوع مصطلحات مثل ماكجوب (McJob) والجيل إكس (Generation X). نشر كوبلاند ثلاثة عشر رواية، ومجموعتين قصصيتين، وسبعة كتب غير خيالية، وعدد من الأعمال الدرامية والسيناريوهات للسينما والتلفاز. يعمل كوبلاند أيضًا كاتب عمود في صحيفة فاينانشيال تايمز، وهو أيضًا مساهم منتظم في صحيفة نيويورك تايمز، ومجلة إي فلوكس، ومجلة ديس، ومجلة فايس. تتضمن معارضه الفنية كل مكان هو أي مكان هو أي شيء هو كل شيء الذي أُقيم في معرض فانكوفر للفنون، ومتحف أونتاريو الملكي، ومتحف الفن الكندي المعاصر في تورنتو في كندا، وصالة بيت روت في مركز فيتي دي ويث للفن المعاصر، ومتحف فيلا ستاك.
حاز كوبلاند على وسام كندا من رتبة ضابط وعلى عضوية وسام كولومبيا البريطانية.  نشر روايته الثالثة عشرة أسوأ. شخص. على الإطلاق. في عام 2012. نشر أيضًا نسخة محدثة من مدينة من زجاج وسيرة مارشال ماكلوهان لمجموعة بينغوين للنشر في كندا ضمن سلسلة كنديون استثنائيون بعنوان كنديون استثنائيون: مارشال ماكلوهان. قدم كوبلاند محاضرات ماسي لعام 2010، وأرفق رواية مع المحاضرات بعنوان اللاعب الأول- ما الذي سيصبح منا: رواية في خمس ساعات. رُشح كوبلاند مرتين لجائزة سكوتي بانك غيلر في عام 2006 وعام 2010، وكان أحد المرشحين النهائيين لجائزة رايترز ترست فيكشن برايز في عام 2009، ورُشح أيضًا لجائزة هوبرت إيفانز نون فيكشن برايز في عام 2011 لكتابه كنديون استثنائيون: مارشال ماكلوهان.

## أعماله الأدبية

### الجيل إكس
عاش كوبلاند في صحراء موهافي منذ عام 1989 وحتى عام 1990 ليعمل على كتيب عن ولادات الجيل الذي عقب جيل طفرة المواليد. حصل على مبلغ مقداره 22،500 دولارًا من دار نشر سانت مارتن لكتابة كتيب غير روائي، ولكن كتب كوبلاند عوضًا عن ذلك رواية بعنوان «الجيل إكس: حكايات من أجل ثقافة متسارعة». رُفض الكتاب في كندا قبل أن تقبله إحدى دور النشر الأمريكية في عام 1991. استذكر كوبلاند الفترة التي كتب فيها روايته هذه لأول مرة بعد سنوات قائلًا «أتذكر قضاء أيامي وأنا مشوش بسبب شعوري بالوحدة، وكأنني بعت بقرة العائلة مقابل ثلاث حبات فاصولياء [مشيرًا إلى قصة جاك وشجرة الفاصولياء]. أعتقد أن هذه الوحدة الخانقة هي من أعطى رواية الجيل إكس رونقها. كنت أحاول نقل حياة متخيلة إلى الورق، حياة لم أعشها في الواقع بكل تأكيد».
لم يكن نجاح الرواية فوريًا، إذ ازدادت مبيعات الرواية بشكل مطرد، وجذبت في النهاية أنصارًا لفكرتها الأساسية المتمثلة بـ «الجيل إكس». لُقب كوبلاند المتحدث باسم الجيل على الرغم من احتجاجه، ليصرح في عام 2006 «كنت أقوم بعملي وحسب، إلا أن الناس قد ألصقوا هذه التهمة بي نوعاً ما، فأنا لا أمضي أيامي في التفكير بهذه الطريقة». دخلت في نهاية المطاف المصطلحات التي أشاع كوبلاند استعمالها في الرواية -بما في ذلك الجيل إكس وماكجوب- إلى اللغة المحكية.

## وصلات خارجية
- دوغلاس كوبلاند على موقع IMDb (الإنجليزية)
- دوغلاس كوبلاند على موقع الموسوعة البريطانية (الإنجليزية)
- دوغلاس كوبلاند على موقع مونزينجر (الألمانية)
- دوغلاس كوبلاند على موقع ميوزك برينز (الإنجليزية)
- دوغلاس كوبلاند على موقع أول موفي (الإنجليزية)
- دوغلاس كوبلاند على موقع إن إن دي بي (الإنجليزية)
- دوغلاس كوبلاند على موقع ديسكوغز (الإنجليزية)
- دوغلاس كوبلاند على موقع قاعدة بيانات الفيلم (الإنجليزية)
- الموقع الرسمي